# Washington Redskins 1959
La stagione 1959 dei Washington Redskins è stata la 28ª della franchigia nella National Football League e la 23ª a Washington. Sotto la direzione del capo-allenatore Mike Nixon la squadra ebbe un record di 3-9, terminando quinti nella NFL Eastern e mancando i playoff per il 14º anno consecutivo.

## Roster
| Roster dei Washington Redskins nel 1959 |
| --- |
| Quarterback - 14 Eddie LeBaron - 3 Ralph Guglielmi - 10 Eagle Day QB/P Running Back - 47 Dick James HB/DB - 31 Don Bosseler FB - 30 Ed Sutton HB/DB - 0 Johnny Olszewski FB - 27 Mike Sommer Wide Receiver - 81 Joe Walton - 24 Jim Podoley E/HB Tight End - 42 Bill Anderson - 82 Johnny Carson - 82 Ken MacAfee Offensive Linemen - 62 Don Boll G - 41 Bob Hudson - 78 Don Lawrence - 70 Ray Lemek - 73 John Miller - 71 Will Renfro T - 51 Jim Schrader C/T - 67 Red Stephens G Defensive Linemen - 83 Ed Meadows DE - 72 Donnis Churchwell DT - 79 Bob Toneff DT - 89 Art Gob DE - 88 Chet Ostrowski DE - 86 John Paluck DE Linebacker - 45 Ralph Felton - 85 Tom Braatz - 36 Chuck Drazenovich - 63 Emil Karas - 56 Frank Kuchta Defensive Back - 43 Dick Haley - 40 Gene Cichowski - 21 Gary Glick S - 25 Richie McCabe - 20 Doyle Nix - 48 Ben Scotti - 26 Bill Stits Special Team - 49 Sam Baker K/P/HB Lista delle riserve - 28 Joe Scudero S (IR)                              |
| Legenda - I rookie sono in corsivo. - Il primo ruolo è il principale mentre gli eventuali successivi indicano i ruoli secondari. - (IR) sta per Injured Reserve ed indica la lista ristretta per un solo giocatore infortunato che può tornare ad allenarsi dopo la settimana 6 e a rientrare in prima squadra dopo che questa ha giocato 8 partite. - (NF-Inj.) / (NF-Ill.) stanno rispettivamente per Non-Football Injured e Non-Football Illness ed indicano le liste dove viene inserito un giocatore che ha un infortunio o una malattia non dipendente dal football americano. - (PUP) sta per Physically Unable to Perform ed indica la lista dove viene inserito un giocatore mentre è in attesa di recuperare la condizione fisica. Nella stagione regolare dopo la sesta partita giocata dalla propria squadra, il giocatore ha tempo tre settimane per riprendere ad allenarsi, più tre settimane aggiuntive dal suo rientro agli allenamenti per rientrare in prima squadra. |

## Calendario
| Stagione regolare |              |                        |           |        |                             |          |         |
| Turno             | Data         | Avversario             | Risultato | Record | Stadio                      | Pubblico | Sintesi |
| 1                 | 27 settembre | at Chicago Cardinals   | S 21–49   | 0–1    | Soldier Field               | 21,892   | Recap   |
| 2                 | 4 ottobre    | at Pittsburgh Steelers | V 23–17   | 1–1    | Forbes Field                | 26,570   | Recap   |
| 3                 | 11 ottobre   | Chicago Cardinals      | V 23–14   | 2–1    | Griffith Stadium            | 25,937   | Recap   |
| 4                 | 18 ottobre   | Pittsburgh Steelers    | S 6–27    | 2–2    | Griffith Stadium            | 28,218   | Recap   |
| 5                 | 25 ottobre   | at Cleveland Browns    | S 7–34    | 2–3    | Cleveland Municipal Stadium | 42,732   | Recap   |
| 6                 | 1º novembre  | at Philadelphia Eagles | S 23–30   | 2–4    | Franklin Field              | 39,854   | Recap   |
| 7                 | 8 novembre   | Baltimore Colts        | V 27–24   | 3–4    | Griffith Stadium            | 32,773   | Recap   |
| 8                 | 15 novembre  | Cleveland Browns       | S 17–31   | 3–5    | Griffith Stadium            | 32,266   | Recap   |
| 9                 | 22 novembre  | at Green Bay Packers   | S 0–21    | 3–6    | New City Stadium            | 31,853   | Recap   |
| 10                | 29 novembre  | at New York Giants     | S 14–45   | 3–7    | Yankee Stadium              | 60,982   | Recap   |
| 11                | 6 dicembre   | Philadelphia Eagles    | S 14–34   | 3–8    | Griffith Stadium            | 24,325   | Recap   |
| 12                | 13 dicembre  | New York Giants        | S 10–24   | 3–9    | Griffith Stadium            | 26,198   | Recap   |

Nota: gli avversari della propria division sono in grassetto.

## Classifiche
| NFL Eastern         |    |    |   |      |     |     |     |     |
|                     | V  | S  | P | %    | DIV | PF  | PS  | STR |
| New York Giants     | 10 | 2  | 0 | .833 | 8–2 | 284 | 170 | V4  |
| Philadelphia Eagles | 7  | 5  | 0 | .583 | 6–4 | 268 | 278 | S1  |
| Cleveland Browns    | 7  | 5  | 0 | .583 | 6–4 | 270 | 214 | V1  |
| Pittsburgh Steelers | 6  | 5  | 1 | .545 | 6–4 | 257 | 216 | V1  |
| Washington Redskins | 3  | 9  | 0 | .250 | 2–8 | 185 | 350 | S5  |
| Chicago Cardinals   | 2  | 10 | 0 | .167 | 2–8 | 234 | 324 | S6  |

Note: I pareggi non venivano conteggiati ai fini della classifica fino al 1972.